# Liste der Monuments historiques in Commercy
Die Liste der Monuments historiques in Commercy führt die Monuments historiques in der französischen Gemeinde Commercy auf.

## Liste der Immobilien
| Bezeichnung                          | Beschreibung | Standort                                       | Kennzeichnung | Schutzstatus                  | Datum               | Bild           |
| ------------------------------------ | --- | ---------------------------------------------- | ------------- | ----------------------------- | ------------------- | -------------- |
| Priorat Breuil                       | Benediktinerkloster, im 11. Jahrhundert gegründet; Gebäude zwischen 1714 und 1754 erbaut, Architekt Léopold Durand; einschließlich der Terrasse und des Gartens | 12 rue de Breuil (Lage)                        | PA00106515    | Inscrit Classé Inscrit Classé | 1926 1984 1995 2008 | weitere Bilder |
| Château de Commercy                  | Schloss, nach 1662, von 1708 bis 1710 erweitert, Architekt Nicolas d’Orbay, ab 1735 umgestaltet durch Léopold Durand und Germain Boffrand                       | Place du Château Stanislas (Lage)              | PA00106510    | Inscrit Classé                | 1926 1960           | weitere Bilder |
| Nebengebäude des Château de Commercy | hufeisenförmig den Place du Fer-à-Cheval umschließende Gebäude aus dem 18. Jahrhundert                                                                          | Place du Fer-à-Cheval, avenue Stanislas (Lage) | PA00106509    | Classé                        | 1972                | weitere Bilder |
| Maison de la Musique                 | ehemaliges Hôtel de Ville; 1760 erbaut, Architekt Charles de Montluisant                                                                                        | Place Charles-de-Gaulle (Lage)                 | PA00106512    | Classé                        | 1983                | weitere Bilder |
| Wohnhaus                             | bezeichnet 1596 | 6 rue des Moulins (Lage)                       | PA00106514    | Inscrit                       | 1926                |                |
| Pharmacie Malard                     | Ladenfassade, bezeichnet 1907, Entwurf Eugène Vallin; Innenausstattung von Charles Fridrich, Buntglasfenster von Joseph Janin                                   | 23 place Charles-de-Gaulle (Lage)              | PA55000012    | Classé                        | 1998                | weitere Bilder |
| Hôpital Saint-Charles                | aus der ersten Hälfte des 18. Jahrhunderts, Architekten Léopold Durand und Claude Nicolas Letixerant                                                            | 1 rue Henri-Garnier (Lage)                     | PA55000017    | Inscrit                       | 1998                | weitere Bilder |
| Renaissancehaus                      | angeblich ehemalige Synagoge; um 1600 erbaut | 1 rue des Juifs (Lage)                         | PA00106513    | Inscrit                       | 1926                | weitere Bilder |
| Kirche St-Pantaléon                  | zwischen 1560 und 1575 erbaut, Turm im 18. Jahrhundert verändert, Längs- und Querschiff 1870 erweitert                                                          | Rue de la Paroisse (Lage)                      | PA00106511    | Inscrit                       | 1926                | weitere Bilder |

## Liste der Objekte
| Bezeichnung                                                   | Beschreibung                                                                                    | Standort                          | Kennzeichnung | Schutzstatus | Datum | Bild |
| ------------------------------------------------------------- | ----------------------------------------------------------------------------------------------- | --------------------------------- | ------------- | ------------ | ----- | ---- |
| Wandvertäfelung mit Apothekenschrank                          | Eichen- und Tannenholz, 18. Jahrhundert                                                         | im Hôpital Saint-Charles (Lage)   | PM55000192    | Classé       | 1988  |      |
| Mörser (1)                                                    | Bronze, 18. Jahrhundert                                                                         | im Hôpital Saint-Charles (Lage)   | PM55000195    | Classé       | 1988  |      |
| Schrank                                                       | Eichen- und Tannenholz, zweite Hälfte des 18. Jahrhunderts                                      | im Hôpital Saint-Charles (Lage)   | PM55000822    | Classé       | 1991  |      |
| Sessel (1)                                                    | Holz, bemalt, Ende des 18. Jahrhunderts                                                         | im Hôpital Saint-Charles (Lage)   | PM55000832    | Classé       | 1991  |      |
| Gemälde Porträt von Rosalie Chobant                           | Ölfarbe auf Leinwand, vergoldeter Tannenholzrahmen, 1853                                        | im Hôpital Saint-Charles (Lage)   | PM55000950    | Classé       | 1994  |      |
| Kommode (1)                                                   | Tannen- und Buchenholz, Bronze, Anfang des 18. Jahrhunderts                                     | im Hôpital Saint-Charles (Lage)   | PM55000817    | Classé       | 1991  |      |
| Glocke                                                        | Bronze, 1721 gegossen                                                                           | im Maison de la Musique (Lage)    | PM55000177    | Classé       | 1989  |      |
| Vier Sessel                                                   | Buchenholz, Stoff, bestickt, zweite Hälfte des 18. Jahrhunderts, von Jean-Baptiste Boulard      | im Hôpital Saint-Charles (Lage)   | PM55000188    | Classé       | 1988  |      |
| Zylindersekretär                                              | Eichen-, Tannen- und Nussbaumholz, zweite Hälfte des 18. Jahrhunderts                           | im Hôpital Saint-Charles (Lage)   | PM55000819    | Classé       | 1991  |      |
| Glocke (1)                                                    | Bronze, 1827 gegossen; schmiedeeiserner Klöppel, hölzernes Joch                                 | im Hôpital Saint-Charles (Lage)   | PM55001736    | Inscrit      | 2004  |      |
| Zwei Gemälde Porträts von M. und Mme Poncy de Flexinville     | Ölfarbe auf Leinwand, vergoldete Holzrahmen, 1773                                               | im Hôpital Saint-Charles (Lage)   | PM55000183    | Classé       | 1988  |      |
| Orgel                                                         | Haupteintrag für PM55000163                                                                     | in der Kirche St-Pantaléon (Lage) | PM55001397    | Classé       | 1988  |      |
| Instrumentalteil der Orgel                                    | aus dem 18. Jahrhundert, 1809 von Antoine François Brice Didelot umgebaut                       | in der Kirche St-Pantaléon (Lage) | PM55000163    | Classé       | 1988  |      |
| Monstranz (1)                                                 | Silber, vergoldet, Glas, erste Hälfte des 19. Jahrhunderts                                      | in der Kirche St-Pantaléon (Lage) | PM55000171    | Classé       | 1984  |      |
| Skulptur Madonna mit Kind                                     | Stein, farbig gefasst, 17. Jahrhundert                                                          | in der Kirche St-Pantaléon (Lage) | PM55000160    | Classé       | 1915  |      |
| Gemälde Kreuzabnahme                                          | Ölfarbe auf Leinwand, 1850, nach Jean Jouvenet                                                  | in der Kirche St-Pantaléon (Lage) | PM55001730    | Inscrit      | 1988  |      |
| Halbkommode                                                   | Eichen- und Tannenholz, Marmor, Bronze, zweites Viertel des 18. Jahrhunderts, von Pierre Fléchy | im Hôpital Saint-Charles (Lage)   | PM55000818    | Classé       | 1991  |      |
| Schrank                                                       | Eichenholz, Eisen, zweite Hälfte des 18. Jahrhunderts                                           | im Hôpital Saint-Charles (Lage)   | PM55000823    | Classé       | 1991  |      |
| Nachttisch                                                    | Eichen- und Buchenholz, zweite Hälfte des 18. Jahrhunderts                                      | im Hôpital Saint-Charles (Lage)   | PM55000829    | Classé       | 1991  |      |
| Glocke Stanislas                                              | Bronze, 1793 gegossen                                                                           | in der Kirche St-Pantaléon (Lage) | PM55000176    | Classé       | 1989  |      |
| Schreibtische                                                 | Eichen- und Tannenholz, Marmor, Eisen, 18. Jahrhundert                                          | im Hôpital Saint-Charles (Lage)   | PM55000820    | Classé       | 1991  |      |
| Glocke (2)                                                    | Bronze, 1750 gegossen; schmiedeeiserner Klöppel, hölzernes Joch                                 | im Hôpital Saint-Charles (Lage)   | PM55000178    | Classé       | 1989  |      |
| Gemälde Heiliger Nikolaus                                     | Ölfarbe auf Leinwand, Holzrahmen, erste Hälfte des 18. Jahrhunderts                             | im Hôpital Saint-Charles (Lage)   | PM55001734    | Inscrit      | 1990  |      |
| Gemälde Porträt von Anne Elisabeth d’Elbeuf                   | Ölfarbe auf Leinwand, vergoldeter Holzrahmen, Anfang des 18. Jahrhunderts                       | im Hôpital Saint-Charles (Lage)   | PM55000185    | Classé       | 1988  |      |
| Ziborium (1)                                                  | Silber, vergoldet,19. Jahrhundert                                                               | in der Kirche St-Pantaléon (Lage) | PM55000172    | Classé       | 1984  |      |
| Gemälde Der heilige Pantaleon vor seinen Richtern             | Ölfarbe auf Leinwand, vergoldeter Holzrahmen, 1739, eventuell von Louis Yard                    | in der Kirche St-Pantaléon (Lage) | PM55000165    | Classé       | 1983  |      |
| Mörser mit Stößel                                             | Bronze, 18. Jahrhundert                                                                         | im Hôpital Saint-Charles (Lage)   | PM55000197    | Classé       | 1988  |      |
| Kelch und Patene                                              | Silber, vergoldet, 18. Jahrhundert                                                              | in der Kirche St-Pantaléon (Lage) | PM55000168    | Classé       | 1988  |      |
| Gemälde Heiliger Nikolaus                                     | Ölfarbe auf Leinwand, 18. Jahrhundert, eventuell von Jean Girardet                              | in der Kirche St-Pantaléon (Lage) | PM55000158    | Classé       | 1907  |      |
| Zwei Apothekenmöbel                                           | Kasse und Ladentheke; Holz, Messing, Glas, 1907 von Eugène Vallin                               | in der Pharmacie Malard (Lage)    | PM55001240    | Classé       | 1998  |      |
| Gemälde Schloss Commercy mit seinen Gärten                    | Ölfarbe auf Leinwand, 18. Jahrhundert                                                           | im Château de Commercy (Lage)     | PM55000161    | Classé       | 1974  |      |
| Gemälde Heiliger Sebastian                                    | Ölfarbe auf Leinwand, vergoldeter Holzrahmen, 18. Jahrhundert                                   | im Hôpital Saint-Charles (Lage)   | PM55000815    | Classé       | 1991  |      |
| Kommode (2)                                                   | Tannen-, Eichen-, Buchen- und Nussbaumholz, zweite Hälfte des 18. Jahrhunderts                  | im Hôpital Saint-Charles (Lage)   | PM55000824    | Classé       | 1991  |      |
| Chorschranke                                                  | Schmiedeeisen, vergoldet, 18. Jahrhundert                                                       | im Hôpital Saint-Charles (Lage)   | PM55000827    | Classé       | 1991  |      |
| Zwei Wäscheschränkchen                                        | Tannen-, Eichen-, Buchenholz, zweite Hälfte des 18. Jahrhunderts                                | im Hôpital Saint-Charles (Lage)   | PM55000828    | Classé       | 1991  |      |
| Sessel (2)                                                    | Buchenholz, Stoff, bestickt, Anfang des 19. Jahrhunderts                                        | im Hôpital Saint-Charles (Lage)   | PM55000830    | Classé       | 1991  |      |
| Monstranz (2)                                                 | Silber, vergoldet, Email, drittes Viertel des 19. Jahrhunderts                                  | in der Kirche St-Pantaléon (Lage) | PM55001731    | Inscrit      | 1997  |      |
| Sekretär (1)                                                  | Eichen- und Tannenholz, zweites Viertel des 18. Jahrhunderts                                    | im Hôpital Saint-Charles (Lage)   | PM55000191    | Classé       | 1988  |      |
| Chorgestühl                                                   | Eichenholz, 18. Jahrhundert                                                                     | in der Kirche St-Pantaléon (Lage) | PM55001732    | Inscrit      | 1978  |      |
| Kommode (3)                                                   | Tanne-, Buchen- und Nussbaumholz, Bronze, zweite Hälfte der 18. Jahrhunderts                    | im Hôpital Saint-Charles (Lage)   | PM55000189    | Classé       | 1988  |      |
| Prozessionskreuz                                              | Eisen, Silber, Holz, nach 1740                                                                  | in der Kirche St-Pantaléon (Lage) | PM55000170    | Classé       | 1984  |      |
| Zwei Mörser mit Stößel                                        | Bronze, 18. Jahrhundert                                                                         | im Hôpital Saint-Charles (Lage)   | PM55000196    | Classé       | 1988  |      |
| Kelch                                                         | Silber, vergoldet, Messing, versilbert, um 1800                                                 | in der Kirche St-Pantaléon (Lage) | PM55000173    | Classé       | 1984  |      |
| Gemälde Porträt von Elisabeth Charlotte d’Orléans             | Ölfarbe auf Leinwand, vergoldeter Holzrahmen, erste Hälfte des 18. Jahrhunderts                 | im Hôpital Saint-Charles (Lage)   | PM55000182    | Classé       | 1988  |      |
| Gemälde Porträt von Anne Charlotte de Lorraine                | Ölfarbe auf Leinwand, vergoldeter Holzrahmen, 18. Jahrhundert                                   | im Hôpital Saint-Charles (Lage)   | PM55000187    | Classé       | 1988  |      |
| Gemälde Der heilige Pantaleon wird in flüssiges Blei getaucht | Ölfarbe auf Leinwand, vergoldeter Holzrahmen, 1739, eventuell von Louis Yard                    | in der Kirche St-Pantaléon (Lage) | PM55000167    | Classé       | 1983  |      |
| Gemälde Der heilige Pantaleon wird mit einer Harke gemartert  | Ölfarbe auf Leinwand, vergoldeter Holzrahmen, 1739, eventuell von Louis Yard                    | in der Kirche St-Pantaléon (Lage) | PM55000164    | Classé       | 1983  |      |
| Gemälde Enthauptung des heiligen Pantaleon                    | Ölfarbe auf Leinwand, vergoldeter Holzrahmen, 1739, eventuell von Louis Yard                    | in der Kirche St-Pantaléon (Lage) | PM55000166    | Classé       | 1983  |      |
| Gemälde Porträt eines Magistrats                              | Ölfarbe auf Leinwand, vergoldeter und stuckierter Holzrahmen, 18. Jahrhundert                   | im Hôpital Saint-Charles (Lage)   | PM55001739    | Inscrit      | 2004  |      |
| Glocke                                                        | Bronze, 1804/05 gegossen                                                                        | in der Unterpräfektur (Lage)      | PM55001743    | Inscrit      | 1997  |      |
| Kirchenbänke                                                  | Holz, 17. Jahrhundert                                                                           | in der Kirche St-Pantaléon (Lage) | PM55000169    | Classé       | 1984  |      |
| Kommode (4)                                                   | Tannen-, Eichen- und Obstbaumholz, Bronze, Anfang des 18. Jahrhunderts                          | im Hôpital Saint-Charles (Lage)   | PM55000190    | Classé       | 1988  |      |
| Mörser (2)                                                    | Bronze, 18. Jahrhundert                                                                         | im Hôpital Saint-Charles (Lage)   | PM55000194    | Classé       | 1988  |      |
| Brustkreuz von Emile-Christophe Enard                         | mit Etui; Gold, Email, 1896                                                                     | im Museum (Lage)                  | PM55001326    | Classé       | 2000  |      |
| Hirtenstab von Emile-Christophe Enard                         | Gold, Silber, Email, Edelsteine, 1896 von Placide Poussielgue-Rusand                            | im Museum (Lage)                  | PM55001325    | Classé       | 2000  |      |
| Sessel (3)                                                    | Holz, zweite Hälfte des 18. Jahrhunderts                                                        | im Hôpital Saint-Charles (Lage)   | PM55000831    | Classé       | 1991  |      |
| Skulptur Maria Immaculata                                     | Silber, um 1800                                                                                 | in der Kirche St-Pantaléon (Lage) | PM55000175    | Classé       | 1984  |      |
| Ziborium (2)                                                  | Silber, Messing, versilber, um 1800                                                             | in der Kirche St-Pantaléon (Lage) | PM55000951    | Classé       | 1993  |      |
| Gemälde Porträt von Stanislaus I. Leszczyński                 | Ölfarbe auf Leinwand, vergoldeter Holzrahmen, 18. Jahrhundert                                   | im Hôpital Saint-Charles (Lage)   | PM55000181    | Classé       | 1988  |      |
| 91 Arzneigefäße                                               | Fayence, 18. Jahrhundert                                                                        | im Hôpital Saint-Charles (Lage)   | PM55000193    | Classé       | 1988  |      |
| Sekretär (2)                                                  | Eichenholz, Messing, zweite Hälfte des 18. Jahrhunderts                                         | im Hôpital Saint-Charles (Lage)   | PM55000821    | Classé       | 1991  |      |
| Kommode (5)                                                   | Eichen- und Tannenholz, Messing, zweite Hälfte des 18. Jahrhunderts                             | im Hôpital Saint-Charles (Lage)   | PM55000825    | Classé       | 1991  |      |
| Gemälde Porträt von Hyacinthe Merdier                         | Ölfarbe auf Leinwand, vergoldeter Holzrahmen, 19. Jahrhundert                                   | im Hôpital Saint-Charles (Lage)   | PM55000949    | Classé       | 1994  |      |
| Wandvertäfelung                                               | Holz, Anfang des 18. Jahrhunderts                                                               | in der Unterpräfektur (Lage)      | PM55000162    | Classé       | 1944  |      |
| Skulptur Unterweisung Mariens                                 | Kalkstein, 17. Jahrhundert                                                                      | in der Kirche St-Pantaléon (Lage) | PM55001729    | Inscrit      | 1985  |      |
| Gemälde Kreuzabnahme                                          | Ölfarbe auf Leinwand, vergoldeter Eichenholzrahmen, 18. Jahrhundert; in der Mairie deponiert    | im Hôpital Saint-Charles (Lage)   | PM55001733    | Inscrit      | 1987  |      |
| Zwei Glocken                                                  | Bronze, 1804/05 gegossen                                                                        | im Priorat Breuil (Lage)          | PM55001742    | Inscrit      | 1997  |      |
| Gemälde Vision der heiligen Johanna von Orleans               | Ölfarbe auf Leinwand, 1909 von Adrien Recouvreur                                                | im Hôpital Saint-Charles (Lage)   | PM55001738    | Inscrit      | 2004  |      |
| Kruzifix                                                      | in einem Rahmen eingefasst; Elfenbein, Stoff, Holz, vergoldet, 18. Jahrhundert                  | im Hôpital Saint-Charles (Lage)   | PM55001737    | Inscrit      | 2004  |      |
| Maria-Magdalena-Altar                                         | Marmor, Stein, um 1729                                                                          | in der Kirche St-Pantaléon (Lage) | PM55002654    | Inscrit      | 2007  |      |
| Taufbecken                                                    | Kalkstein, Holz, 1750                                                                           | in der Kirche St-Pantaléon (Lage) | PM55002703    | Inscrit      | 2010  |      |
| Kanontafel                                                    | Druckerschwärze auf Papier, vergoldeter Holzrahmen, 18. Jahrhundert                             | im Hôpital Saint-Charles (Lage)   | PM55001741    | Inscrit      | 1993  |      |
| Reliquienskulptur des heiligen Pantaleon                      | Silber, Bronze, erste Hälfte des 19. Jahrhunderts                                               | in der Kirche St-Pantaléon (Lage) | PM55000174    | Classé       | 1984  |      |
| Stiftertafel von Elisabeth Charlotte d’Orléans                | Marmor, bezeichnet 1743                                                                         | im Hôpital Saint-Charles (Lage)   | PM55000180    | Classé       | 1988  |      |
| Grabstein für Elisabeth Charlotte d’Orléans                   | Marmor, bezeichnet 1743                                                                         | im Hôpital Saint-Charles (Lage)   | PM55000179    | Classé       | 1988  |      |
| Gemälde Porträt von Anne Elisabeth d’Elbeuf                   | Ölfarbe auf Leinwand, vergoldeter Holzrahmen, 17. oder 18. Jahrhundert                          | im Hôpital Saint-Charles (Lage)   | PM55000186    | Classé       | 1988  |      |
| Gemälde Porträt von Charles Henri de Lorraine-Vaudémont       | Ölfarbe auf Leinwand, vergoldeter Holzrahmen, 17. oder 18. Jahrhundert                          | im Hôpital Saint-Charles (Lage)   | PM55000184    | Classé       | 1988  |      |
| Gemälde Auferstehung Christi                                  | Ölfarbe auf Leinwand, 18. Jahrhundert, eventuell von Jean Girardet                              | in der Kirche St-Pantaléon (Lage) | PM55000159    | Classé       | 1907  |      |
| Gemälde Porträt einer Annuntiatin                             | Ölfarbe auf Leinwand, vergoldeter Holzrahmen, 18. Jahrhundert                                   | im Hôpital Saint-Charles (Lage)   | PM55000816    | Classé       | 1991  |      |
| Truhe                                                         | Eichenholz, Schmiedeeisen, zweite Hälfte des 18. Jahrhunderts                                   | im Hôpital Saint-Charles (Lage)   | PM55000826    | Classé       | 1991  |      |